# Humberto Carrillo
Humberto Garza Carrillo (Monterrey, Nuevo León, 20 de octubre de 1995) es un luchador profesional mexicano. Actualmente trabaja para la empresa estadounidense WWE, donde se presenta en la marca SmackDown bajo el nombre de Berto. Anteriormente, trabajó siendo conocido como Último Ninja y Humberto Carrillo.

## Carrera

### Inicios (2012-2018)
El 16 de diciembre de 2012, Carrillo comenzó su carrera en la lucha libre profesional como Último Ninja cuando compitió en Wrestling en Monterrey, uniéndose a El Ninja Jr. para enfrentar y derrotar a Genocida y The Beast en una lucha por equipos. Último Ninja lucharía en México durante los próximos seis años en otras promociones de lucha libre, como Casanova Pro, Nueva Generación Xtrema, Lucha Libre del Norte, Lucha Libre Azteca, The Crash, Máscara Chilanga, Empresa Regiomontana de Lucha Libre, RIOT Wrestling Alliance, Promociones MDA y muchas más. Durante su carrera en México, Último Ninja ganó numerosos campeonatos, incluyendo el Campeonato en Parejas de PCLL, el Campeonato en Parejas de LyC, el Campeonato en Parejas de The Crash y el Campeonato Mundial Peso Medio de WWA.
Último Ninja también compitió en Pro Wrestling NOAH, Baja Stars USA, Martinez Entertainment Lucha Libre Mexicana y Major League Wrestling.

### WWE

#### NXT y 205 Live (2018-2019)
El 23 de agosto de 2018, Humberto Carrillo comenzó a competir para la WWE y firmó su contrato oficial el 18 de octubre de 2018, junto con otros reclutas. Antes de eso, Carrillo había aparecido en la edición del 19 de septiembre de NXT, compitiendo contra Jaxson Ryker, por quien fue derrotado.
En la edición del 5 de diciembre de NXT, Carrillo haría su regreso televisado cuando se unió a Raúl Mendoza en una lucha por equipos, donde fueron derrotados por Steve Cutler y Wesley Blake de The Forgotten Sons. En la edición del 16 de enero de 2019 de NXT, Carrillo compitió contra Johnny Gargano, siendo derrotado.

#### Primer año en el roster principal (2019-2020)
En octubre de 2019, se anunció que como parte del Draft de 2019, Carrillo fue transferido a Raw, donde recibió un push, incluido un combate por equipos con el expeleador de MMA Caín Velásquez en su país de origen, México. Carrillo hizo su debut en el episodio del 21 de octubre, perdiendo ante el Campeón Universal de la WWE Seth Rollins y tuvo dos combates individuales contra el Campeón de los Estados Unidos de la WWE AJ Styles en Raw y Crown Jewel. Carrillo obtendría su primera victoria en el plantel principal, haciendo equipo con Ricochet y Randy Orton para derrotar a The O.C. (Styles, Karl Anderson y Luke Gallows) cubriendo a Styles. Esto le daría a Carrillo una oportunidad por el título contra Styles, pero fue atacado por The O.C. antes del combate. En el episodio del 16 de diciembre de Raw, Carrillo compitió en un Gauntlet match por una oportunidad por el Campeonato de los Estados Unidos, pero fue derrotado por Andrade después de que no pudo continuar en el combate luego de que Andrade le aplicara un DDT en el piso de concreto que lo dejaría de lado durante varias semanas. Regresaría en el episodio del 20 de enero de 2020 de Raw salvando a Rey Mysterio de un ataque de Andrade, estableciendo así un combate entre Carrillo y Andrade por el Campeonato de Estados Unidos en Royal Rumble. Sin embargo, Andrade pudo retener su título en el evento. En una revancha la noche siguiente en Raw, la mánager de Andrade Zelina Vega interfirió y descalificó a Andrade para retener el título. Después de esto, Carrillo estalló en cólera y le aplicó a Andrade su propio Hammerlock DDT en el concreto expuesto, lo que resultó en Andrade siendo dado de baja debido a una lesión (kayfabe).
Después de esto, Carrillo comenzaría un feudo con su primo de la vida real, Angel Garza, a quien Vega presentó como su nuevo protegido y procedió a atacarlo en el episodio del 3 de febrero de 2020 de Raw. Esto preparó un combate entre los dos en Super ShowDown, donde Carrillo fue derrotado por Garza. En el episodio del 2 de marzo de 2020 de Raw, Carrillo hizo equipo con Mysterio para derrotar a Andrade y Garza, donde cubrió a Andrade, ganándose un combate por el Campeonato de Estados Unidos en Elimination Chamber. En el evento, Carrillo no logró capturar el Campeonato de Estados Unidos de Andrade. En el episodio del 4 de mayo de Raw, Carrillo participó en un Gauntlet match para determinar el competidor final en el combate Money in the Bank donde entró quinto, derrotando a Bobby Lashley por descalificación, Angel Garza y Austin Theory, pero perdió ante AJ Styles que hacía su regreso.
Luego comenzó un feudo con Seth Rollins después de que lesionó a Rey Mysterio, desafiando a su discípulo Murphy a un combate en el episodio del 18 de mayo de Raw donde perdió. En el episodio del 25 de mayo de Raw, Carrillo hizo equipo con Aleister Black, donde fueron derrotados por Murphy y Austin Theory después de que Theory cubriera a Carrillo. La semana siguiente, Carrillo acompañó a Black en su combate contra Rollins, donde Black salió victorioso. Después del combate, Black y Carrillo fueron atacados por Rollins, Murphy y Theory y ambos recibieron un Curb Stomp. En el episodio del 29 de junio de Raw, Carrillo hizo equipo con Black, donde fueron derrotados por Murphy y Rollins. Después del combate, Rollins y Murphy atacaron a Carrillo y Black, lo que terminó con Carrillo siendo puesto una máscara de Rey Mysterio y recibiendo un Curb Stomp por parte de Rollins en los escalones de acero. En el episodio del 27 de julio de Raw, Carrillo regresó y se enfrentó a Murphy, donde fue derrotado.

#### Varias rivalidades (2020-2021)
El 21 de septiembre en Raw, Carrillo se asoció con Dominik Mysterio y lucharon contra Andrade y Garza y Rollins y Murphy en un Triple Threat Tag Team match por una oportunidad a los Campeonato de Parejas de Raw, pero no pudieron ganar el combate. Dos semanas después en Raw, Carrillo una vez más se asoció con Dominik, siendo derrotados por contra Rollins y Murphy. Después de esto, Carrillo lucharía en Main Event durante los próximos meses.
Comenzando el 2021, en el Main Event emitido el 4 de enero, derrotó a Drew Gulak, pero en la siguiente semana fue derrotado por SLAPJACK. En el Main Event emitido el 28 de enero, fue derrotado por Angel Garza. En el SmackDown WrestleMania Edition, participó en el André the Giant Memorial Battle Royal, sin embargo fue eliminado por T-BAR & MACE. En el episodio del 19 de abril de Raw , Carrillo aceptó el desafío abierto de Sheamus por el Campeonato de los Estados Unidos, sin embargo, Sheamus lo atacó brutalmente antes de que comenzara el combate. La semana siguiente, atacó a Sheamus como venganza por lo que este último le había hecho anteriormente. Carrillo se enfrentaría a Sheamus una vez más en el episodio del 10 de mayo de Raw, pero terminó en la detención del árbitro después de que Carrillo se lesionara la rodilla. En el episodio del 5 de julio de Raw, se anunciaría que Carrillo se enfrentaría a Sheamus por el Campeonato de los Estados Unidos en el episodio de la próxima semana, el cual perdió. En el episodio del 28 de junio de Raw, participó en un Over The Tope Rope Battle Royal para reemplazar a Randy Orton en el Last Chance Triple Threat Match clasificatorio al Men's Money In The Bank Ladder Match en Money In The Bank, sin embargo se autoeliminó por eliminar a Mustafa Ali.

#### Los Lotharios (2021-presente)
En el episodio del 20 de septiembre de Raw, Carrillo formó un equipo con Angel Garza, convirtiéndose así en heel por primera vez en su carrera en la WWE. La semana siguiente en Raw, ayudó a Garza a derrotar a Erik usando tácticas clandestinas, consolidando su cambio a rudo en el proceso. Más tarde, ambos primos fueron reclutados a SmackDown tras el Draft. El 5 de noviembre, serían conocidos como Los Lotharios y acortando sus nombres de ring a Humberto y Angel. En Survivor Series, participó en el 25-Man Dual Brand Battle Royal en conmemoración a los 25 años de carrera de The Rock, sin embargo, fue eliminado por Omos. 5 días después en SmackDown, participó en el Black Friday Invitational Battle Royal por una oportunidad al Campeonato Universal de la WWE de Roman Reigns, sin embargo, fue eliminado por The Viking Raiders.
En el episodio del 24 de diciembre de SmackDown, participó en el 12 Days for Christmas Gauntlet Match por una oportunidad por el Campeonato Intercontinental de Shinsuke Nakamura, entrando de décimo, sin embargo, fue eliminado rápidamente por Ricochet.
En el SmackDown WrestleMania Edition, él y Angel compitieron en un Triple Threat match por el Campeonato Intercontinental con Ricochet, quien retuvo el campeonato. Durante el resto del año, el dúo pasaría a tener breves rivalidades ante los equipos de Imperium (Gunther & Ludwing Kaiser), Jinder Mahal & Shanky o The Viking Raiders (Erik & Ivar).
Al igual que hace dos años, Humberto también participó en el André the Giant Memorial Battle Royal de SmackDown WrestleMania Edition 2023, pero no lograría ganar al ser eliminado por Rick Boogs. Como parte del Draft, Humberto y Angel fueron reclutados para la marca Raw, aunque Los Lotharios regresaron a NXT en el episodio del 13 de junio, atacando a Axiom y Scrypts. Más adelante en el programa, fueron entrevistados y dijeron que querían unirse a la competencia en la división de parejas de NXT, dispuestos a enfrentarse al primer equipo que se les ponga enfrente. El 11 de julio, sería renombrado como Humberto Carrillo.  La semana siguiente, él y Angel Garza hicieron su regreso al ring a la marca donde fueron derrotados por Dragon Lee y Nathan Frazer. Después de ese combate, ambos mostraron desacuerdo al discutir entre ellos. 
Los Lotharios regresaron al roster principal en el episodio del 22 de diciembre de SmackDown como unos enmascarados para ayudar a Santos Escobar a derrotar a Bobby Lashley en las semifinales del torneo para definir al retador #1 al Campeonato de los Estados Unidos, alineándose con Escobar en el proceso.
A partir de SmackDown del 2 de febrero de 2024 su nombre fue recortado pasando a llamarse Berto apareciendo con este nuevo nombre en la página oficial de WWE.

## Vida personal
Humberto Carrillo es hijo de Hector Garza y primo de Angel Garza, nieto de Humberto Garza, el hijo de Humberto Garza Jr., el sobrino de Mario Segura, el primo segundo de Máscara Púrpura, el segundo primo de El Ninja. Jr. y el primo de El Sultán. El 11 de abril de 2019, Carrillo se comprometió con su novia. El 27 de julio de 2019, Carrillo se casó con Tania Ramírez.

## Campeonatos y logros
- Casanova Pro/Producciones Casanova
  - PCLL Tag Team Championship (1 vez) – con Epidemius

- Llaves y Candados
  - LyC Tag Team Championship (1 vez) – con Garza Jr.
  - WWA World Middleweight Championship (1 vez)[31]

- Lucha Libre AAA Worldwide
  - Campeonato Mundial en Parejas de AAA (1 vez) - con Angel

- The Crash
  - Campeonato en Parejas de The Crash (1 vez) – con Garza Jr.[32]

- Pro Wrestling Illustrated
  - Situado en el Nº359 en los PWI 500 de 2019[33]
  - Situado en el Nº91 en los PWI 500 de 2020
  - Situado en el Nº433 en los PWI 500 de 2021